# Gundelfingen
Gundelfingen település Németországban, azon belül Baden-Württembergben. Lakosainak száma 12 052 fő (2023. december 31.).

## Népesség
A település népessége az elmúlt években az alábbi módon változott:
| Lakosok száma | 3601 | 5806 | 8501 | 9723 | 10 538 | 10 792 | 11 157 | 11 561 | 11 226 | 12 052 |
|               | 1961 | 1967 | 1974 | 1980 | 1987   | 1993   | 2000   | 2006   | 2013   | 2023   |